# Janice Griffith
Janice Griffith (Nova York; 3 de juliol de 1995) és una actriu pornogràfica i model eròtica nord-americana.

## Biografia
Janice Griffith (Kristen Khan Hensel) va néixer el juliol de 1995 a la ciutat de Nova York, en una família d'ascendència índia per part de pare i de Guaiana per part de mare. Va entrar en la indústria pornogràfica l'octubre del 2013, amb 18 anys, després de posar-se en contacte per Twitter amb l'actor pornogràfic James Deen, el qual la va introduir al cinema X i li va aconseguir la seva primera prova en una escena de doble penetració al costat d'ell i Toni Ribas.
Ha treballat per productores com Evil Angel, Zero Tolerance, Tushy, Vixen, Jules Jordan Video, Mile High, Brazzers, Kick Ass, Girlfriends Films, Deeper, Pulse Distribution, Digital Sin, Kink.com, Digital Playground, Naughty America o Wicked.
Al desembre de 2014, l'actor i jugador de pòquer Dan Bilzerian va ser demandat per Janice Griffith, per haver-la llançat des de la taulada d'una casa mesos enrere, amb la intenció de caure en una piscina, com a part d'una sessió fotogràfica per a la revista Hustler. Janice, però, va caure malament, colpejant-se amb la vora de la piscina i fracturant-se el peu. Griffith, aleshores amb 18 anys, va demanar a Bilzerian una indemnització de 85.000 dòlars per la lesió que va patir, petició que ell va rebutjar, tot i que les proves fotogràfiques van confirmar que va ser ell qui la va empènyer.
Griffith va demandar tant a la revista Hustler com a Bilzerian. Els advocats del jugador van al·legar que Janice estava en aquell moment participant sota un contracte de Hustler, igual que ell, per la qual cosa Bilzerian no podia ser considerat responsable de l'incident. El gener de 2015, els advocats de Hustler van declarar que l'incident havia estat "fortuït" i que no se li podien atribuir càrrecs a la revista per l'accident.
El 2015 va destacar per rebre dues nominacions en els Premis AVN i els XBIZ en la categoria de Millor actriu revelació. En els AVN va destacar en altres categories, com la de Millor escena de trio D-H-D, nominada en tres ocasions (2015, 2016 i 2018) per Squirt in My Face, Sex Kittens i Flesh Hunter 14, respectivament.
EL 2019 va guanyar el premi XBIZ a la Millor escena de sexe en pel·lícula lèsbica per After Dark al costat d'Ivy Wolfe.
Fins a l'actualitat, ha aparegut en més de 290 pel·lícules com actriu.

## Premis i nominacions
| Any  | Cerimònia                   | Resultat   | Premi                                                      | Treball               |
| ---- | --------------------------- | ---------- | ---------------------------------------------------------- | --------------------- |
| 2015 | Premis AVN                  | nominada   | Millor actriu revelació                                    |                       |
| 2015 | Premis AVN                  | nominada   | Millor escena de trio D-H-D                                | Squirt in My Face     |
| 2015 | Premis AVN                  | nominada   | Premio fan: Debutant més calent                            |                       |
| 2015 | Spank Bank Awards           | nominada   | Best Smile                                                 |                       |
| 2015 | Spank Bank Awards           | nominada   | Most Adorable Slut                                         |                       |
| 2015 | Spank Bank Awards           | nominada   | Porn's Next "It" Girl                                      |                       |
| 2015 | Spank Bank Technical Awards | Guanyadora | A Living, Breathing Doll                                   |                       |
| 2015 | Premis XBIZ                 | nominada   | Millor actriu revelació                                    |                       |
| 2016 | Premis AVN                  | nominada   | Millor escena de trio D-H-D                                | Sex Kittens           |
| 2016 | Premis AVN                  | nominada   | Premi fan: Millors pits                                    |                       |
| 2016 | Spank Bank Awards           | nominada   | Best High Speed DSL                                        |                       |
| 2016 | Spank Bank Awards           | nominada   | Best 'Just Got Fucked' Hair                                |                       |
| 2016 | Spank Bank Awards           | nominada   | Fun Sized Fuck Bunny                                       |                       |
| 2016 | Spank Bank Awards           | nominada   | Most Beautiful Seductress                                  |                       |
| 2016 | Spank Bank Awards           | nominada   | Next Level Star of the Year                                |                       |
| 2016 | Spank Bank Awards           | Guanyadora | Prettiest Girl In Porn                                     |                       |
| 2016 | Spank Bank Awards           | nominada   | Tightest Twat                                              |                       |
| 2016 | Spank Bank Technical Awards | Guanyadora | Best Usi of Hand Bra                                       |                       |
| 2016 | Premis XBIZ                 | nominada   | Millor escena de sexe en pel·lícula protagonista           | Love, Sex and TV News |
| 2017 | Premis AVN                  | nominada   | Millor escena de sexe noi/noia                             | Ass Effect            |
| 2017 | Spank Bank Awards           | nominada   | Best Smile                                                 |                       |
| 2017 | Spank Bank Awards           | nominada   | Fun Sized Fuck Toy                                         |                       |
| 2017 | Spank Bank Awards           | nominada   | Most Beautiful Seductress                                  |                       |
| 2017 | Spank Bank Awards           | nominada   | Prettiest Girl In Porn                                     |                       |
| 2017 | Spank Bank Awards           | nominada   | Super Squirter of the Year                                 |                       |
| 2017 | Spank Bank Technical Awards | Guanyadora | Pint Sized Supermodel                                      |                       |
| 2018 | Premis AVN                  | nominada   | Millor actriu                                              | Ingenue               |
| 2018 | Premis AVN                  | nominada   | Millor escena de trio D-H-D                                | Flesh Hunter 14       |
| 2018 | Spank Bank Awards           | nominada   | Fun Sized                                                  |                       |
| 2018 | Spank Bank Awards           | nominada   | Masturbator of the Year                                    |                       |
| 2018 | Spank Bank Awards           | nominada   | Super Squirter of the Year                                 |                       |
| 2018 | Spank Bank Awards           | nominada   | Threesome Savant of the Year                               |                       |
| 2018 | Premis XBIZ                 | nominada   | Millor escena de sexe en pel·lícula de parelles o temàtica | Ingenue               |
| 2019 | Premis XBIZ                 | Guanyadora | Millor escena de sexe en pel·lícula lèsbica                | After Dark            |
| 2019 | Spank Bank Awards           | nominada   | Most Talented Tongue                                       |                       |
| 2019 | Spank Bank Awards           | nominada   | Reverse Cowgirl Connoisseur of the Year                    |                       |
| 2020 | Premis XBIZ                 | nominada   | Millor actriu en pel·lícula tabú                           | Cuckold's Plight      |
| 2020 | Premis XBIZ                 | nominada   | Millor escena de sexe en pel·lícula lèsbica                | Perfect Touch         |